# Lengenfeld (Austria)
Lengenfeld è un comune austriaco di 1 418 abitanti nel distretto di Krems-Land, in Bassa Austria; ha lo status di comune mercato (Marktgemeinde).